# 老古溝駅
老古溝駅（ろうここうえき）は中華人民共和国遼寧省丹東市振安区にある、中国鉄路総公司（CR）瀋丹線の駅。1907年に開業。瀋陽駅から260km、丹東駅から10kmの位置にある。瀋陽鉄道局所属の四等駅に設定されている。

## 駅構造
単式ホーム1面1線の地上駅で、屋根は設置されていない。

## 駅周辺
- 中国信合老古溝分社

## 隣の駅
中国国鉄
瀋丹線
五龍背駅 - 老古溝駅 - 金山湾駅